# Приймич Леся Юріївна
Приймич Леся Юріївна (нар. 26 січня 1968, Ужгород) — українська художниця
Народилася 26 січня 1968 року в місті Ужгороді. У 1983—1987 рр. навчалася в Ужгородському училищі декоративного та прикладного мистецтва, який закінчила 1987 року. 1987—1992 рр. — продовжувала навчання у Львівському державному інституті прикладного та декоративного мистецтва на кафедрі художнього скла. З 1992 року викладає в Ужгородському коледжі мистецтв ім. А. Ерделі.
Член Національної спілки художників України з 2006 року.
З дитячих років відвідувала студію образотворчого мистецтва відомого педагога Золтана Баконія. У 1987 р. закінчила Ужгородське училище декоративного та прикладного мистецтва, а в 1992 р. Львівський державний інститут прикладного і декоративного мистецтва. Учасник обласних і всеукраїнських виставок.
Працює в жанрі пейзажу, натюрморту, сюжетної картини, сакральної композиції. Художницю часто називають співцем садів та квітів, а її справжньою пристрастю є знамениті ужгородські сакури. Природа у її краєвидах завжди приязна, жива і принадна у своїй нескінченно-мінливій і водночас усталеній красі. Окрім пейзажів, улюбленою тематикою художниці є натюрморт, а особливо, квіткові композиції. Вони завжди чарівні, живі і магнетично привабливі. В художніх образах авторки квіти — це уособлення краси і гармонії світоустрою.
Сюжетні картини художниці співзвучні глибинним мотивам народної творчості, тяжіють до метафоричності й філософських узагальнень на теми віри, сумління, добра, любові та милосердя.